# روبن كاربنتر
روبن كاربنتر (بالإنجليزية: Robin Carpenter)‏ هو دراج أمريكي، ولد في 20 يونيو 1992 في فيلادلفيا في الولايات المتحدة.

## وصلات خارجية
- روبن كاربنتر على موقع الاتحاد الدولي للدراجات (الإنجليزية)
- روبن كاربنتر على موقع أرشيف الدراجات (الإنجليزية)
- روبن كاربنتر على موقع إحصائيات الدراجات الإحترافية (الإنجليزية)
- روبن كاربنتر على موقع نسبة الدراجات (الإنجليزية)